# 泸永高速公路
泸永高速公路是连接中国四川省泸州市和重庆市永川区的高速公路，路线起于泸州市泸县牛滩镇附近，接隆纳高速，经得胜镇、奇峰镇、玄滩镇，止于毗卢镇中锋村川渝省界处，与重庆段 渝泸复线高速相接，全长约42公里；全线采用四车道高速公路标准建设，设计速度100公里每小时，项目估算总投资约51亿元，建设工期3年，于2020年3月26日开工，2022年10月1日并入国家高速网，面向社会开放。